# صیقل سرا (رضوانشهر)
صیقل سرا، روستایی از توابع بخش پره‌سر شهرستان رضوان‌شهر در استان گیلان ایران است و در مسیر آبشار ویسادار و کوهپایه ارتفاعات تالش قرار دارد. شغل مردم این روستا اغلب کشاورزی است و مردم این روستا تالش هستند و به زبان تالشی سخن می گویند

## جمعیت
این روستا در دهستان دیناچال قرار دارد و براساس سرشماری مرکز آمار ایران در سال ۱۳۸۵، جمعیت آن ۲٬۱۸۷ نفر (۵۲۳خانوار) بوده‌است.